# Mucaba
Mucaba és un municipi de la província de Uíge. Té una població de 41.008 habitants. Comprèn les comunes de Quinzala i Uando. Limita amb els municipis de Damba al Nord, Songo i Bembe a l'oest, Bungo a l'est i Uíge al sud.